# Meotipa bituberculata
Espèce
Meotipa bituberculata est une espèce d'araignées aranéomorphes de la famille des Theridiidae.

## Distribution
Cette espèce est endémique d'Indonésie. Elle se rencontre à Sumatra et à Java.

## Description
La femelle holotype mesure 3,25 mm et le mâle 1,8 mm.

## Publication originale
- Deeleman-Reinhold, 2009 : Spiny theridiids in the Asian tropics. Systematics, notes on behaviour and species richness (Araneae: Theridiidae: Chrysso, Meotipa). Towards a natural history of arthropods and other organisms. In memoriam Konrad Thaler, Contributions to Natural History, vol. 12, no 1, p. 403-436.